# 二元醇

二元醇

苯二酚(Benzene-diol)

二元醇（diol、glycol）是指具有兩個羥基（-OH）的醇類，正如具兩個羧基（-COOH）或電離出兩個氫離子的酸稱為二元酸一樣。二元醇的例子有乙二醇（HOCH2CH2OH），丙二醇、双酚A等。跟所有醇類一樣，均可與有機酸或無機酸反應，生成酯。

## 分类
偕二醇（Geminal diols）：同一个碳原子上接有两个羟基的醇类化合物。偕二醇的例子有甲二醇（一水合甲醛）,一水合六氟丙酮，水合氯醛。
邻二醇（Vicinal diols）：相邻两个碳原子上各接有一个羟基的醇类化合物。常见的邻二醇有用作防凍劑的乙二醇，食品和制药工业中常用的甘油。
双酚化合物：带有两个酚羟基的醇类化合物,比如雷琐辛,双酚A，1,1'-联-2-萘酚。

## 合成方法
邻二醇通常可通过烯烃氧化合成。所用的氧化剂有稀高锰酸钾溶液，四氧化锇和过氧化氢。
过氧化氢与炔烃反应生成环氧化合物中间体,接着中间体在酸或碱的催化下水解开环生成顺式或反式邻二醇，具体的例子有反式环己二醇（trans-cyclohexanediol）的合成。
利用夏普莱斯不对称双羟基化反应在手性催化剂的存在下通过锇酸盐氧化炔烃得到反式的手性邻二醇。
以烯烃为原料，利用伍德沃德顺式双羟基化反应和普雷沃斯特反应可以分别得到顺式和反式的邻二醇。
1,3-二醇可以通过普林斯反应利用烯烃和甲醛合成得到。
偕二醇一般通过酮或醛的羰基发生水合反应得到。

## 反应
一般二醇
能和一般的醇类化合物一样发生酯化和成醚反应.
乙二醇等二醇可作为共聚单体参与参与聚合反应形成聚酯、聚氨酯等聚合物。
二醇还可以在酸的催化下发生成环反应生成环醚，反应历程如下：
首先二醇中的一个羟基发生质子化,接着在两个羟基中间相隔的碳原子数足够多、关环后环张力不是太大的条件下发生分子内的亲核取代反应，分子中的另一个羟基经过贫电子的碳原子，生成环醚。
邻二醇
高碘酸或四乙酸铅作为氧化剂使得接有羟基的两个碳原子之间的碳碳键发生断裂形成两分子的酮或者醛。详见醇的氧化反应。
偕二醇
一般情况下偕二醇会迅速发生脱水形成羰基。